# Макаровская Буда
Мака́ровская Бу́да (укр. Макарівська Буда) — село, входит в Бучанский район Киевской области Украины.
Население по переписи 2001 года составляло 64 человека. Почтовый индекс — 08011. Телефонный код — 4578. Занимает площадь 0,085 км². Код КОАТУУ — 3222782303.

## Местный совет
08011, Київська обл., Макарівський р-н, с. Забуяння, вул. Жовтнева, 12